# Retrobright
Il retrobright o ringiovanimento o sbiancamento delle plastiche ingiallite, è un procedimento atto a rimuovere l'ingiallimento delle plastiche ABS tramite l'uso di prodotti ossigenati (acqua ossigenata o prodotti derivati) e raggi ultravioletti (tramite lampade UV o irraggiamento diretto dal sole) o riscaldamento.

## Cause dell'ingiallimento

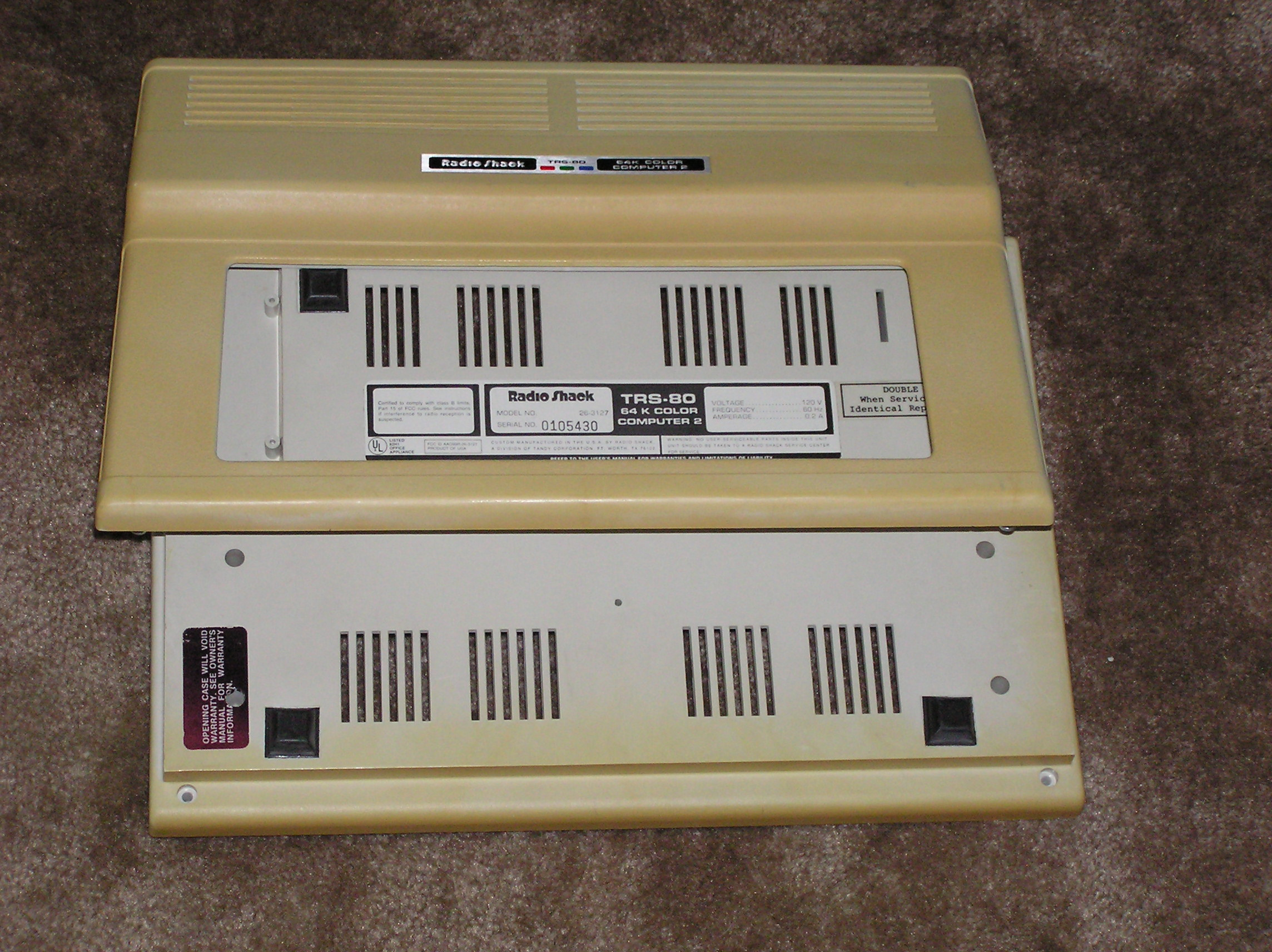
TRS-80 Color Computer 2 ingiallito e prima del trattamento

Le plastiche sono realizzate con una componente o più sostanze chimiche con la funzione di ritardante di fiamma, in modo da soddisfare le linee guida sulla sicurezza, di contro con lo scorrere del tempo, la plastica nel processo d'invecchiamento andrà a imbrunire (ingiallire) sia a causa di queste sostanze chimiche che a causa del normale calore generato dal prodotto (le componenti elettroniche interne che durante il funzionamento vanno incontro a riscaldamento) o dell'esposizione alla luce.
Uno dei composti maggiormente sotto accusa dell'ingiallimento è il bromo.

## Storia
Il metodo per il ripristino delle plastiche è stato ideato nel 2008 dal Museo CBM di Wuppertal in Germania, tramite una procedura che sfrutta il perossido di idrogeno, notizia che si diffuse inizialmente tra i forum tedeschi, arrivando poi anche ai forum inglesi ed infine vide la nascita di una sorta di comunità dedicata al retrobright, che da allora ha continuamente perfezionato il processo per l'applicazione domestica.

## Tecnica

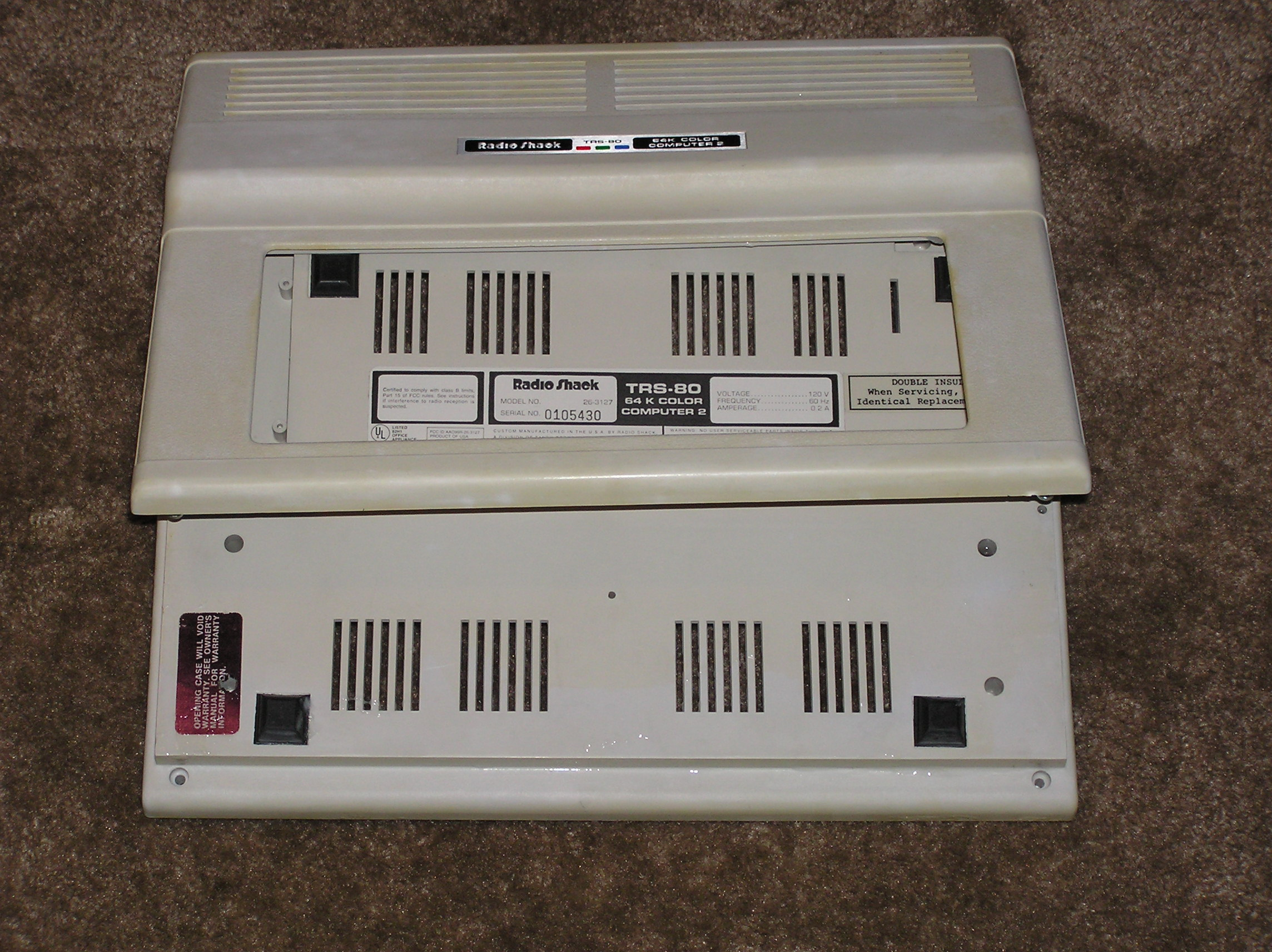
TRS-80 Color Computer 2 dopo il trattamento

Il procedimento ha uno svolgimento relativamente semplice, che richiede un pre-trattamento di pulizia iniziale per rimuovere ogni traccia di sporco, il quale potrebbe inficiare l'efficacia del trattamento o lasciare chiazze non trattate o poco trattate, poi bisogna applicare il trattamento vero e proprio, il quale può essere realizzato in vario modo (esistono diverse varianti) ed infine risciacquare e pulire tutto.

### Soluzione retrobright[10][11]
La miscela per invertire l'ingiallimento della plastica richiede una soluzione di perossido di idrogeno (acqua ossigenata), che può essere sostituita con le soluzioni in crema decolorante per capelli (sempre a base di perossido di idrogeno). Nel caso dell'uso della crema,  l'applicazione è facilitata (non è necessario immergere il componente da trattare in una soluzione liquida), ma questa deve essere applicata con cura ed il componente deve essere avvolto con pellicola trasparente in modo da mantenere la soluzione uniformemente distribuita per evitare striature. L'oggetto da trattare è quindi esposto ad una fonte di luce ultravioletta come la luce solare o una lampada UV.

Una variante di questa tecnica prevede che le plastiche una volta cosparse o annegate nel perossido di idrogeno siano esposte a calore in modo controllato (60°C ±10°C) e per un lungo periodo pari a diverse ore (una soluzione valida è l'uso di una camera a effetto serra ed esposta al sole).

Una variante, che prende il nome di "Retr0Brite VAPOR", sfrutta i vapori del perossido di idrogeno, consentendo un risparmio sulla quantità di prodotto da utilizzare, inoltre permette un azione più omogenea in quanto riesce ad applicarsi in modo più equivamente distribuito, di contro allunga i tempi d'esecuzione, per questa tecnica si utilizza una camera ad effetto serra, da lasciare esposta al sole, in modo che i raggi solari riscaldando la camera (che va monitorata per evitare di raggiungere temperature eccessive) portino ad evaporazione l'acqua ossigenata che si trova sul fondo e i vapori investano gli oggetti sospesi a mezz'aria o su dei trespoli o supporti in genere.
Alla soluzione di perossido di idrogeno spalmabile è possibile aggiungere gomma di xantano o amido di maranta, creando così un gel più facile da applicare.

### Soluzioni alternative[10]
Il percarbonato di sodio può essere utilizzato al posto del perossido di idrogeno liquido o in crema, infatti sarà sufficiente scioglierlo in acqua e seguire i consueti passaggi per il perossido di idrogeno, poiché esso è un addotto di carbonato di sodio e perossido di idrogeno  in forma cristallina.
L'ozono può essere un'alternativa al trattamento a base di perossido di idrogeno, ma necessita di un generatore di ozono, un contenitore adatto, con dimensioni sufficienti ad accogliere i pezzi da trattare ed una fonte di UV, questa soluzione può richiedere più tempo rispetto alle soluzioni liquide o in crema di perossido di idrogeno.

## Efficacia nel tempo
L'efficacia a lungo termine di queste tecniche non è chiara, alcuni hanno scoperto che l'ingiallimento ricompare e si teme che il processo indebolisca la plastica inficiandone le caratteristiche meccaniche.